# Maasstroompje
Het Maasstroompje is een Rotterdams koekje, geherintroduceerd in 2013. Het recept komt oorspronkelijk uit 1934. 
Banketbakker Gerrit Slob won met het Maasstroompje de wedstrijd voor 'een Rotterdams koekje', georganiseerd door de VVV en de Banketbakkersvereniging. Kleindochter Inge Bodmer blies in 2013 het koekje nieuw leven in.